# イシダイ科
イシダイ科（学名：Oplegnathidae）は、スズキ目スズキ亜目に所属する魚類の分類群（科）の一つ。イシダイ属 Oplegnathus のみ1属で構成され、イシダイ・イシガキダイなど7種が含まれる。

## 分布・生態
イシダイ科の魚類はすべて海水魚で、南アフリカ・日本・オーストラリア南部・ハワイ諸島・ガラパゴス諸島・ペルーなど、インド洋から太平洋にかけて幅広く分布する。日本の沿岸からはイシダイ・イシガキダイの2種が知られている。
稚魚は流れ藻に帯同した浮遊生活を送り、ある程度成長すると海底に移行して、浅い海の岩礁地帯で暮らすようになる。釣魚・食用魚としての需要が高く、各地で養殖が行われている。

## 形態
体高はやや高く、左右に平たく側扁した、いわゆる鯛型の体つきをしている。最大種（Oplegnathus conwayi）は全長90cmにまで成長する。
成魚の歯は癒合して単一の歯板となり、ブダイ科に似たオウムの嘴のような形状をとる。咽頭歯の形状はブダイ類とは異なっており、フジツボやウニを砕いて食べることができる。鱗は非常に小さい。
背鰭は11-12本の棘条と11-22本の軟条で構成され、臀鰭は3棘11-16軟条。稚魚は背鰭棘条部と軟条部の高さがほぼ同じである一方、成魚では棘条部の丈が低くなる。

## 分類
イシダイ科にはNelson（2016）の体系において、イシダイ属のみ1属7種が認められている。イシガキダイはイシダイとの交雑種（キンダイ）が人工的に作出されているほか、自然界においても同様の交雑例が報告されている。
- イシダイ属 Oplegnathus

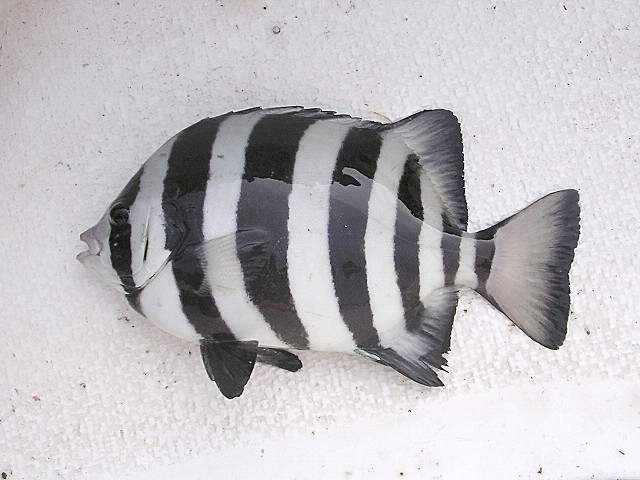
イシダイ（Oplegnathus fasciatus）の稚魚。横縞は成長につれて不明瞭となり、口の周辺は黒くなる

  - イシダイ Oplegnathus fasciatus
  - イシガキダイ Oplegnathus punctatus
  - Oplegnathus conwayi
  - Oplegnathus insignis
  - Oplegnathus peaolopesi
  - Oplegnathus robinsoni
  - Oplegnathus woodwardi